# Liane de Pougy
Liane de Pougy (n. 2 iulie 1869, La Flèche, Pays de la Loire, Franța – d. 26 decembrie 1950, Lausanne, cantonul Vaud, Elveția), a fost vedetă și dansatoare de cabaret și renumită ca una dintre cele mai frumoase și celebre curtezane din Paris.

## Biografie
Anne Marie Chassaigne s-a născut la La Flèche, Sarthe, Franța. A fost fiica lui Pierre Blaise Eugène Chassaigne, un ofițer de cavalerie, și a soției acestuia, Aimée Marie Gabrielle Lopez, dintr-o familie spaniolă cu tradiție militară. A fost cea mai mică și singura fată din cei patru copii. A fost educată la mănăstirea Sainte-Anne d'Auray, în Morbihan, unde a intrat în 1878, la vârsta de nouă ani, și a rămas până în 1885.
La vârsta de 16 ani a fugit cu Armand Pourpe, un ofițer de marină, în cele din urmă căsătorindu-se deoarece ea rămăsese însărcinată. Copilul a fost numit Marc Pourpe iar mama sa a fost, conform părerii lui, "o mamă groaznică". "Fiul meu era ca o păpușă vie dată unei fetițe". Ea ar fi preferat ca bebelușul să fi fost o fată "din cauza rochiilor și a buclelor". Marc s-a oferit voluntar ca pilot în Primul Război Mondial și a fost ucis la 2 decembrie 1914 în apropiere de Villers-Brettoneux.

Mariajul nu a fost unul fericit. Mai târziu Anne-Marie a scris în memoriile sale că soțul ei a devenit violent în noaptea nunții. Se spune că mirele a fost brutal și a abuzat-o - ea a purtat urma bătăilor sale pe piept pentru tot restul vieții. Cînd cariera lui Armand Pourpe l-a dus la un post în Toulon, Anne-Marie și-a luat drept amant pe Charles-Marie de Mac-Mahon (1856-1894), al 5-lea marchiz de Éguilly. Informat de nenorocirea sa, Armand Pourpe "trage un foc de armă pe care Anne-Marie îl primește în josul fundului".
Decisă să-și părăsească soțul, Anne Marie și-a vândut pianul din lemn de trandafir unui tânăr care a plătit 400 de franci pentru instrument. În decurs de o oră, Anne Marie se îndrepta spre Paris, lăsându-și copilul cu tatăl său. Odată cu eșecul căsniciei sale, Anne Marie a început să se prostitueze și acum se știe că era mare consumatoare de cocaină și opiu.

### Demi-mondenăși cabarete
La Paris, Anne-Marie ia lecții de dans sub îndrumarea Mme Mariquita. Sub pseudonimul Liane de Pougy, ea începe o carieră de dansatoare de cabaret și rapid devine una din curtezanele în vogă din capitală.
Ea devine prietenă cu Sarah Bernhardt, care îi oferă câteva lecții în arta dramatică, dar o face să înțeleagă că nu are talent în acest domeniu, sfătuindu-o să "deschidă gura doar pentru a zâmbi". Îl întâlnește pe Henri Meilhac, un autor dramatic de succes, septuagenar dar amator de femei frumoase, care cedează farmecelor ei și o aruncă în lumea teatrală prin angajarea ei la Folies Bergère. Debutează în aprilie 1894 în timpul unei "seri care produce vâlvă". În 1896 joacă la sala Olympia în pantonima Rêve de Noël puis triomphe, la Folies Bergère în rolul Oriane din Araignée d'or care va fi "marele eveniment al sezonului parizian". Edmond de Goncourt o va descrie ca fiind "cea mai frumoasă femeie a secolului".
Printre adoratorii ei se numără Charles de Mac-Mahon (1856-1894) Roman Potocki (1851-1915) sau tânărul Maurice de Rothschild (1881-1957) care o acoperă cu bijuterii, îi oferă trăsuri și luxul "necesare" pentru viața unei curtezane. Rivalitatea ei cu Belle Otero contribuie la celebritatea celor două. Ghidul Paris-Parisien o consideră o "notorietate a vieții pariziene". Ediția din 1896 o descrie ca o "demi-mondenă cunoscută pentru frumoasele ei bijuterii".; cel din 1899, ca o "demi-mondenă cunoscută pentru vânzările ei, suicidul ei, eseurile sale literare și dramatice".
Antonio de La Gandara, cu care a avut o aventură, era un obișnuit al imobilului unde locuia Liane de Pougy. Aici el va realiza în 1903 un tablou de mari dimensiuni reprezentând-o pe Liane așezată pe o canapea Louis XV. De asemenea, el a realizat mai multe desene și pasteluri care sunt reproduse în biografia artistului. Compozitorul Reynaldo Hahn notează în jurnalul său: "Observări, diverse reflecții, ieri, după două ore petrecute împreună cu Liane de Pougy, în timp ce pozează pentru La Gandara. Frumusețea supranaturală a acestei femei, poezia celestă care tulbura pacea mea sceptică".

### Idylle saphique
La începutul secolului XX, la vârsta de 30 de ani, Liane este, conform biografului ei Jean Chalon, "una dintre reginele demi-monde". Bisexuală deschisă, ea are iubiți de ambele sexe și are relații de dragoste cu Valtesse de La Bigne sau cu Émilienne d'Alençon În 1899 o întâlnește pe "Nathalie, un dar din cer, (...) o rază luminoasă și subtilă care aurește totul în calea ei", dar și "Nathalie inconstantă, care știe să fie atât de fidelă în ciuda infidelităților ei", o tânără americană de 23 de ani,  Natalie Clifford Barney, care devine poetesă și romancieră. Aceasta se prezintă Lianei deghizată ca paj florentin, iar Liane, atinsă de atât de multă prospețime și spontaneitate, are o adevărată afecțiune pentru tânăra femeie.
Natalie, fascinată de "zveltețea angelică" și oarecum "androgină" a Lianei își dorește să o întâlnească pe Liane în Lesbos: "Să-mi petrec viața la picioarele tale ca în ultimele zile (...) Ne vom întâlni din nou în Lesbos (...) Vreau să ne imaginăm pe această insulă încântătoare a nemuritorilor. O văd atât de frumoasă. Vino, îți voi descrie aceste cupluri delicate de îndrăgostiți și vom uita, departe de oraș și de vacarm, tot ceea ce nu este Morale de la Beauté". Aventura lor a durat un an iar Natalie devine repede infidelă începând o relație cu poeta Renée Vivien cu care va rămâne în Lesbos.
Liane a pus în scenă legătura ei cu Natalie (personajul Flossie) într-o carte intitulată Idylle saphique care a apărut în 1901 și a fost un mare succes de librărie.

### Romanele vieții sale
În 1898, Liane de Pougy "a făcut din nou senzație prin publicarea primului său roman intitulat  L'insaisissable". Cartea a apărut pentru prima dată în serial în cotidianul Gil Blas în iulie. În roman ea descrie viața unei curtezane, Josiane Valneige, și oferă o reflecție asupra imaginii în societate a acestor demi-mondene al căror singur păcat ar fi că iubesc și vor să fie iubite. Romanul urmărește, de asemenea, ceea ce ar putea fi o cale de răscumpărare socială și spirituală în căutarea iubirii adevărate.
Între anii 1899 și 1908, în plus față de Idylle saphique, Liane de Pougy va publica comedia L'Enlizement și cinci romane care "repetă în mod uniform slăbiciunea, plictiseala și dezgustul curtezanei de a face această meserie, suferința ei, însă o suferință necesară în ochii ei, care îi va permite să-și răscumpere păcatele și să cunoască fericirea"..
În iulie 1904 a apărut o revistă ilustrată pentru femei, L'Art d’être Jolie, de care era responsabilă Liane Pougy. Editorialul primului număr, pe a cărui copertă apărea un portret al Lianei Pougy, dezvăluia scopul acestei publicații săptămânale: să ghideze femeile în "această artă instinctivă pentru ele, arta de a fi frumoasă  (...) prin aducerea în fiecare săptămână, în forma ei elegantă și parfumată, cu adevărat vrednică de cele care o vor frunzări, esența a ceea ce face farmecul feminin". Douăzeci și cinci de numere din L'Art d’être Jolie vor fi publicate până în ianuarie 1905.
Cu încurajarea mai multor prieteni, mai ales a lui Salomon Reinach, Liane a început să țină un jurnal. Va acoperi perioada 1919-1941 și va fi publicat postum, în 1977, sub titlul Mes cahiers bleus.

### A doua căsătorie

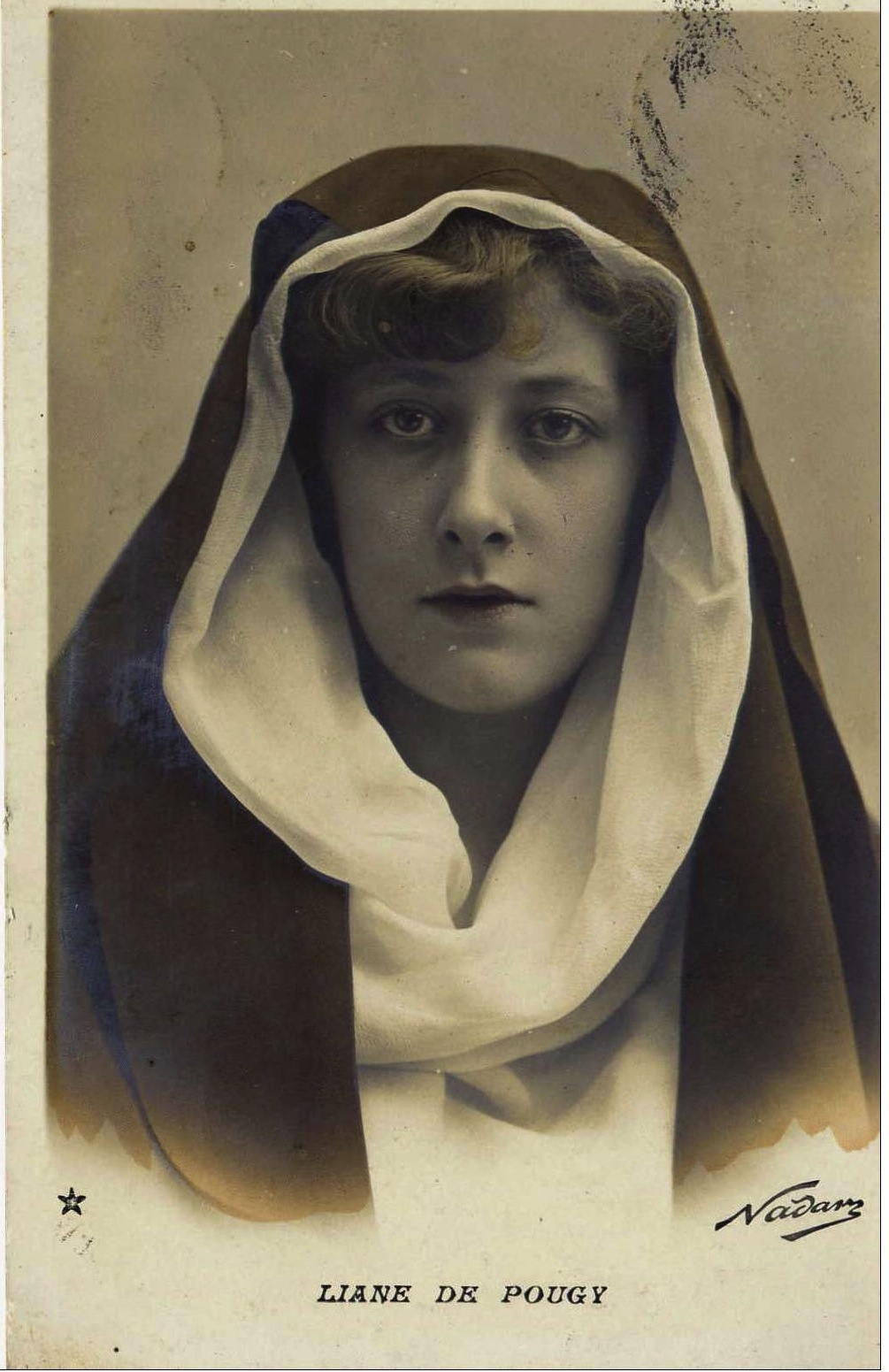
Liane de Pougy, fotografie de Félix Nadar.

În 1908, la apogeul carierei sale, Liane Pougy, la aproape patruzeci de ani, s-a întâlnit cu prințul român Georges Ghika, nepotul reginei Natalia a Serbiei, cu cincisprezece ani mai tânăr decât ea, nobil dar fără nici un ban. Ei se căsătoresc la 8 iunie 1910 la biserica Saint-Philippe-du-Roule. A doua zi, nunta se află pe prima pagină din New York Times "Dat fiind că averea Lianei este infinit superioară, Georges Ghika, marele seigneur, a cerut separarea bunurilor".
În 1914, totuși, moartea singurului ei fiu o va afecta foarte mult, după cum scrie mai târziu în jurnalul ei: "Durerea mea cea mai mare, cea care aproape că m-a ucis, m-a făcut să-mi pierd mințile (am stat cincisprezece luni într-un casă de sănătate), a fost moartea fiului meu, singurul meu copil, aviatorul Marc Pourpe, voluntar care a căzut în luptă la 2 decembrie 1914, aproape de Villers-Bretonneux".
Din 1920 ea se împrietenește cu Max Jacob pe care îl primește împreună cu soțul ei, în casa lor din Roscoff. O corespondență va fi schimbată între ei până la moartea scriitorului. La Roscoff vine adesea și Jean Cocteau "aducând prieteni cu el". Liane scrie în jurnalul ei (7 decembrie 1919): "Cocteau este un vorbitor strălucit, ardent, ironic, plin de îndemânare, elegant și copios. Este delicios, puțin ... dezgustător și foarte anxios. El ar putea ucide cu un cuvânt (...)".
Mariajul lor este perfect fericit tip de șaisprezece ani, până când Georges Ghika a plecat brusc în iulie 1926, pentru o tânără artistă de 23 de ani, "minionă și delicată", Manon Thiébaut, pe care el o duce în România.. Pentru a se consola, prințesa o găsește pe Natalie Barney la Paris și formează cu ea și cu prietena ei Mimy Franchetti - "care reunește toate darurile cerului" - un fel de ménage à trois. Natalie va fi subiectul unei povești autobiografice publicate postum: Amants féminins ou la troisième Amenințat cu divorțul, prințul sfârșește prin a se întoarcerea la ea, dar relația lor devine dificilă și haotică.

### Ultimii ani
În 1928, prințesa Ghika s-a împrietenit cu sora Marie-Xavier, maică-superioară a azilului Sainte-Agnès din Saint-Martin-le-Vinoux, în apropiere de Grenoble. Ea obține de la prietenii ei parizieni fonduri pentru întreținerea locuitorilor acestui azil: " Gabrielle Chanel a fost spontană și magnific de generoasă", își amintește în Mes cahiers bleus Anne-Marie rămâne foarte atașată de această operă de binefacere: "Am grijă de Sainte-Agnès, mă ocup cât de mult pot", putem citi în jurnalul ei. Și și-a exprimat dorința de a fi îngropată acolo.
În anii care au urmat, sora Marie-Xavier a ghidat metamorfoza spirituală lentă a prințesei Ghika. La 14 august 1943, fosta stea de la  Folies Bergère, a pronunțat jurământul și a luat numele de sora Anne-Marie de la Pénitence. Ea va trăi de acum încolo conform regulii dominicane.. 
După moartea lui Georges Ghika, la 19 aprilie 1945, Anne-Marie s-a instalat la Lausanne unde a transformat o cameră de la hotelul Carlton în celulă. Aici a murit la 26 decembrie 1950, la vârsta de 81 de ani.. 

## Galerie

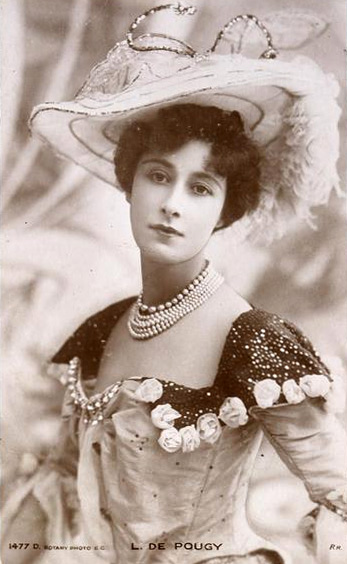
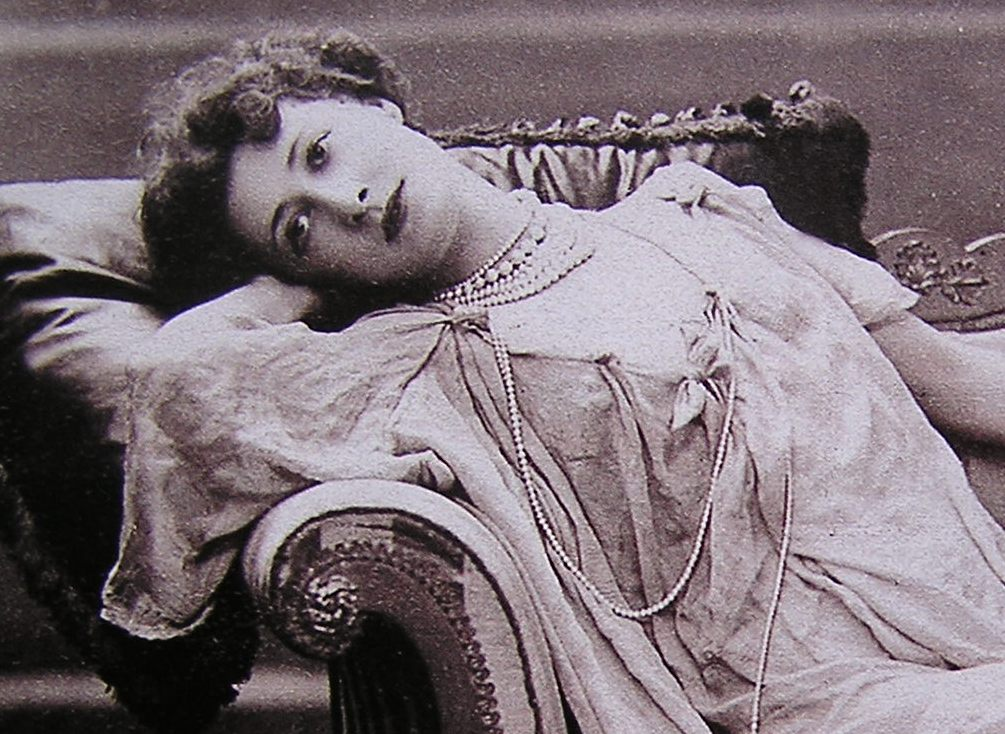
1900
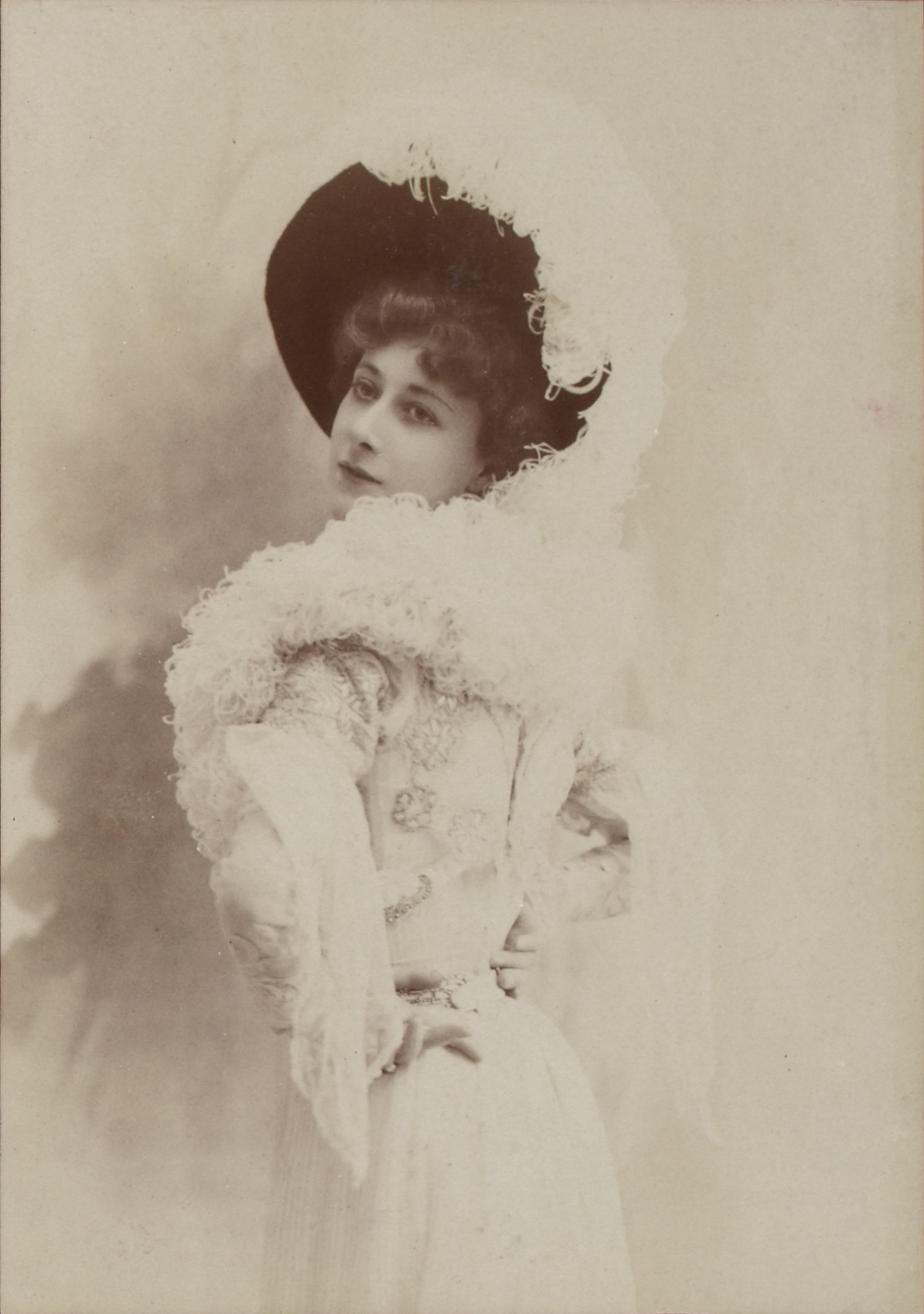
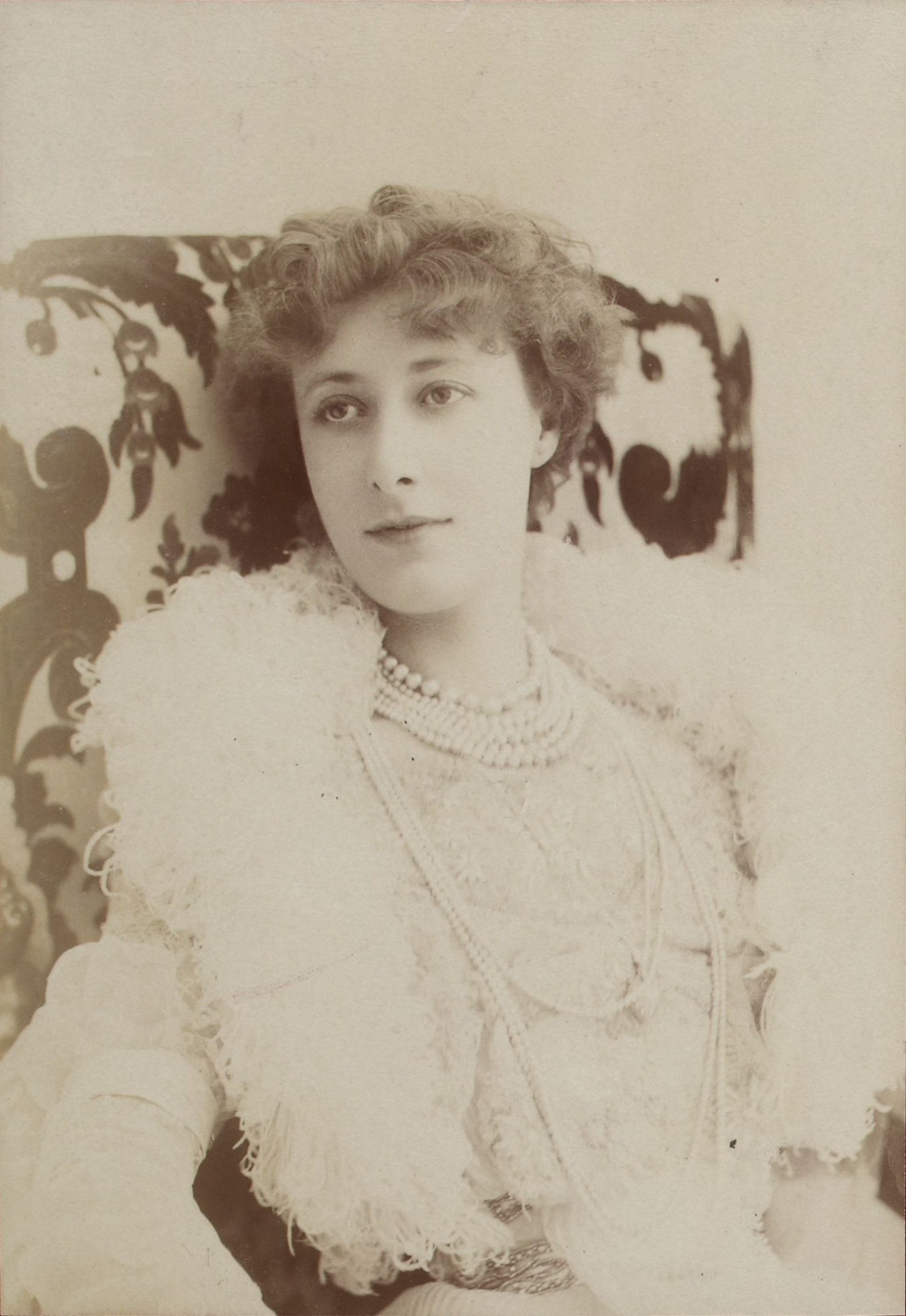